# طية أكسايا المحدبة
طية أكسايا المحدبة أو حنيرة أكسايا (بالإنجليزية: Oxaya anticline)‏هي طية كبيرة محدبة بمحاذاة خط شمال-جنوب ومثبتة في غرب الانديز الشيلي من هضبة الألتيبلانو. طول الشريط حوالي 60 كم. يشكّل خط الانقلاب نقطة تحول لتيارات أصغر ولكن يتم تجاوزه على طول محوره القصير بواسطة وادي آزابا ونهر لوتا. يوجد في أعلى الطية المحدبة سلسلة من الفوالق العادية وما يرتبط بها من صدوع أخدودية. هذه الفوالق لها نفس اتجاه NNW-SSE مثل المحور الطويل للطية المحدبة. تم تطوير الطية المحدبة أكسايا بدءًا من العصر الميوسيني وما بعده كنتيجة مباشرة أو غير مباشرة للانحسار شرق-غرب لصفيحة أمريكا الجنوبية في سياق حركة المنشأ الأصلي المستمرة لجبال الأنديز.  تم اقتراح ثلاثة نماذج لشرح الطية المحدبة: 
1. أنه مشبك مضاعف مع عدم وجود فالق بارز مرتبط.
2. أنه نتيجة الحركة على طول نظام دفع الفالق للحافة الغربية أو طية انتشار الفالق.
3. أنه كتلة استدارت بواسطة الفالق المعكوس.

تشمل التشكيلات المشوهة والطيات المحدبة كل من التكوينات: آزابا وهوايلس والأكسايا.